# Ubezpieczenie społeczne rolników
Ubezpieczenie społeczne rolników – system zabezpieczenia emerytalnego utworzony z myślą udzielania wsparcia rolnikom indywidualnym i ich rodzinom w okresie po zakończeniu aktywności zawodowej oraz w przypadku inwalidztwa.
Fundusz finansowany jest ze składek osób ubezpieczonych oraz z dotacji budżetu państwa.

## Ubezpieczenie w ramach Kasy Rolniczego Ubezpieczenia Społecznego
W ustawie z 1990 r. stwierdzono, że ubezpieczenie obejmuje rolników i pracujących z nim domowników. Ubezpieczenie realizuje Kasa Rolniczego Ubezpieczenia Społecznego.
Ubezpieczeniu emerytalno-rentowemu podlega z mocy ustawy:
- rolnik, którego gospodarstwo obejmuje obszar użytków rolnych powyżej 1 ha przeliczeniowych lub dział specjalny;
- domownik rolnika.

Składka kwartalna za każdego ubezpieczonego wynosiła jedną czwartą emerytury podstawowej. Świadczeniami z ubezpieczenia emerytalno-rentowymi są:
- emerytura rolnicza lub renta inwalidzka rolnicza;
- renta rodzinna;
- emerytury i renty z ubezpieczenia społecznego rolników indywidualnych i członków ich rodzin;
- dodatki do emerytur i rent;
- zasiłek pogrzebowy.

Emerytura rolnicza przysługuje ubezpieczonemu rolnikowi, który spełniał łącznie następujące warunki:
- osiągnął wiek emerytalny – kobiety: 60 lat; mężczyźni: 65 lat;
- podlegał ubezpieczeniu emerytalno-rentowemu przez okres co najmniej 100 kwartałów.

Emerytura rolnicza przysługuje także ubezpieczonemu rolnikowi, który spełniał łącznie następujące warunki:
- osiągnął wiek 55 lat, jeśli jest kobietą, albo 60 lat, jeśli jest mężczyzną;
- podlegał ubezpieczeniu emerytalno-rentowemu przez okres co najmniej 120 kwartałów;
- zaprzestał prowadzenia działalności rolniczej.

## Historia

### Zaopatrzenie emerytalne rolników w świetle ustawy z 1962 r.
W ustawie z 1962 r. o zaopatrzeniu emerytalnym rolników i ich rodzin wskazano, że prawo do zaopatrzenia emerytalnego mają właściciele gospodarstw rolnych przejętych w zagospodarowanie lub na własność Państwa.
Warunkiem wypłaty zaopatrzenia było, jeśli:
- obszar przejętej nieruchomości wynosił ponad 2 ha;
- dochód z pracy w gospodarstwie stanowił główne źródło jego utrzymania;
- zadłużenie wobec państwa i spółki wodnej nie przekraczało 75% wartości gruntów wchodzących w skład nieruchomości;

Zaopatrzenie emerytalne obejmowało:
1. Świadczenia pieniężne, w tym:
  - rentę starczą;
  - rentę inwalidzką;
  - rentę rodzinną;
  - zasiłek pogrzebowy.
2. Świadczenia w naturze, w tym:
  - pomoc leczniczą i położniczą;
  - protezowanie;
  - przysposobienie zawodowe;
  - umieszczenie w domu rencistów.

Wysokość renty starczej i renty inwalidzkiej wynosiła miesięcznie:
- 400 zł – gdy obszar przejętej nieruchomości wynosił ponad 2 ha;
- 500 zł – gdy obszar przejętej nieruchomości wynosił ponad 5 ha;
- 600 zł – gdy obszar przejętej nieruchomości wynosił ponad 10 ha.

### Nowelizacja ustawy z 1968 r. o rentach za ziemię
W ustawie z 1968 r. ustalono, że właściciel nieruchomości może otrzymać świadczenie, jeśli jego gospodarstwo obejmuje co najmniej 5 ha użytków rolnych.
Rolnik przekazujący gospodarstwo rolne oraz osiągający wiek emerytalny (mężczyzna 65 lat, kobieta 60 lat) lub będący inwalidą, miał prawo do miesięcznej emerytury w wysokości:
- 800 zł, jeśli obszar przekazanej nieruchomości obejmował 5–6 hektarów przeliczeniowych użytków rolnych;
- 900 zł, jeśli obszar przekazanej nieruchomości obejmował 6–7 hektarów przeliczeniowych użytków rolnych;
- 1000 zł, jeśli obszar przekazanej nieruchomości obejmował 7–8 hektarów przeliczeniowych użytków rolnych;
- 1100 zł, jeśli obszar przekazanej nieruchomości obejmował 8–10 hektarów przeliczeniowych użytków rolnych;
- 1200 zł, jeśli obszar przekazanej nieruchomości obejmował ponad 10 hektarów przeliczeniowych użytków rolnych.

### Właściwości ustawy z 1977 r. o zaopatrzeniu emerytalnym rolników
W ustawie z 1977 r. stwierdzono, że wprowadzenie systemu zaopatrzenia emerytalnego dla rolników i ich rodzin:
- zapewni zaopatrzenie na starość, oraz na wypadek inwalidztwa tym rolnikom, którzy zwiększając produkcję rolną i sprzedając produkty rolne jednostkom gospodarki uspołecznionej, aktywnie uczestniczą w realizacji programu wyżywienia narodu;
- stworzy warunki do dalszego rozwoju rolnictwa uspołecznionego, oraz do korzystnej przebudowy struktury indywidualnych gospodarstw rolnych i unowocześniania metod gospodarowania;
- będzie kolejnym aktem realizacji sojuszu robotniczo-chłopskiego.

Zaopatrzenie emerytalne miało objąć rolników, którzy wytwarzają w prowadzonych przez siebie gospodarstw rolnych produkty rolne, sprzedają je jednostkom gospodarki uspołecznionej i spełniają inne warunki przewidziane w ustawie, a także członków ich rodzin.
Emerytura przysługiwała rolnikowi, który spełniał łącznie następujące warunki:
- osiągnął wiek: 65 lat mężczyzna i 60 lat kobieta, a jeśli jest kombatantem – 60 lat mężczyzna i 55 lat kobieta;
- wytwarzał w prowadzonym gospodarstwie rolnym i sprzedał jednostkom gospodarski uspołecznionej produkty rolne o wartości nie mniejsze niż 15 000 zł rocznie, przez okres przynajmniej 25 lat mężczyzna i 20 lat kobieta;
- opłacał składki na fundusz emerytalny rolników;
- przekazał następcy lub Państwu gospodarstwo rolne, którego wartość nie uległa obniżeniu w okresie ostatnich 5 lat prowadzenia gospodarstwa przed jego przekazaniem, chyba że obniżenie wartości gospodarstwa nastąpiło z przyczyn niezawinionych przez rolnika.

Podstawą wymiaru emerytury stanowiła średnia roczna wartość produktów rolnych sprzedanych przez rolnika jednostkom gospodarki uspołecznionej z okresu ostatnich 5 lat.
Miesięczna wysokość emerytury wynosiła od 1500 zł do 6500 zł.

### Ustawa z 1982 r. o ubezpieczeniu społecznym rolników indywidualnych
W ustawie z 1982 r. o ubezpieczeniu społecznym rolników indywidualnych stwierdzono, że przepisy obejmują rolników prowadzących gospodarstwa rolne. Ubezpieczenie było obowiązkowe.
Ubezpieczonemu rolnikowi przysługiwało:
- świadczenia lecznicze i położnicze, zaopatrzenie w leki, przedmioty ortopedyczne, protezy środki opatrunkowe i pomocnicze, pobyt w domu pomocy społecznej;
- świadczenia z tytułu wypadków przy pracy i chorób zawodowych;
- zasiłki porodowe;
- zasiłki macierzyńskie;
- zasiłki rodzinne;
- zasiłki pielęgnacyjne na dzieci;
- świadczenia emerytalne i rentowe obejmujące emeryturę, rentę inwalidzką, rentę rodzinną oraz dodatki do emerytury i rent;
- zasiłki pogrzebowe.

Emerytura przysługiwała rolnikowi, który spełniał łącznie następujące warunki:
- prowadził gospodarstwo rolne lub pracował w nim przez okres co najmniej 25 lat (kobieta 20 lat);
- w okresie tym sprzedał jednostkom gospodarki uspołecznionej produkty rolne o wartości nie mniejszej niż odpowiadające równowartości 5 q żyta rocznie z każdego ha przeliczeniowego;
- przekazał nieodpłatnie następcy lub Państwu gospodarstwo rolne, którego wartość nie uległa obniżeniu w okresie ostatnich 5 lat.

Utworzono Fundusz Ubezpieczenia Społecznego, którego dysponentem uczyniono Zakład Ubezpieczenia Społecznego. Składki na ubezpieczenie społeczne wynosiły rocznie:
- 1200 zł od każdego ubezpieczonego;
- 500 zł z każdego pełnego ha przeliczeniowego.

Emerytura lub renta inwalidzka przysługiwała każdemu ubezpieczonemu w podstawowej wysokości, równej najniższej emeryturze pracowniczej.